# Arte bizantina

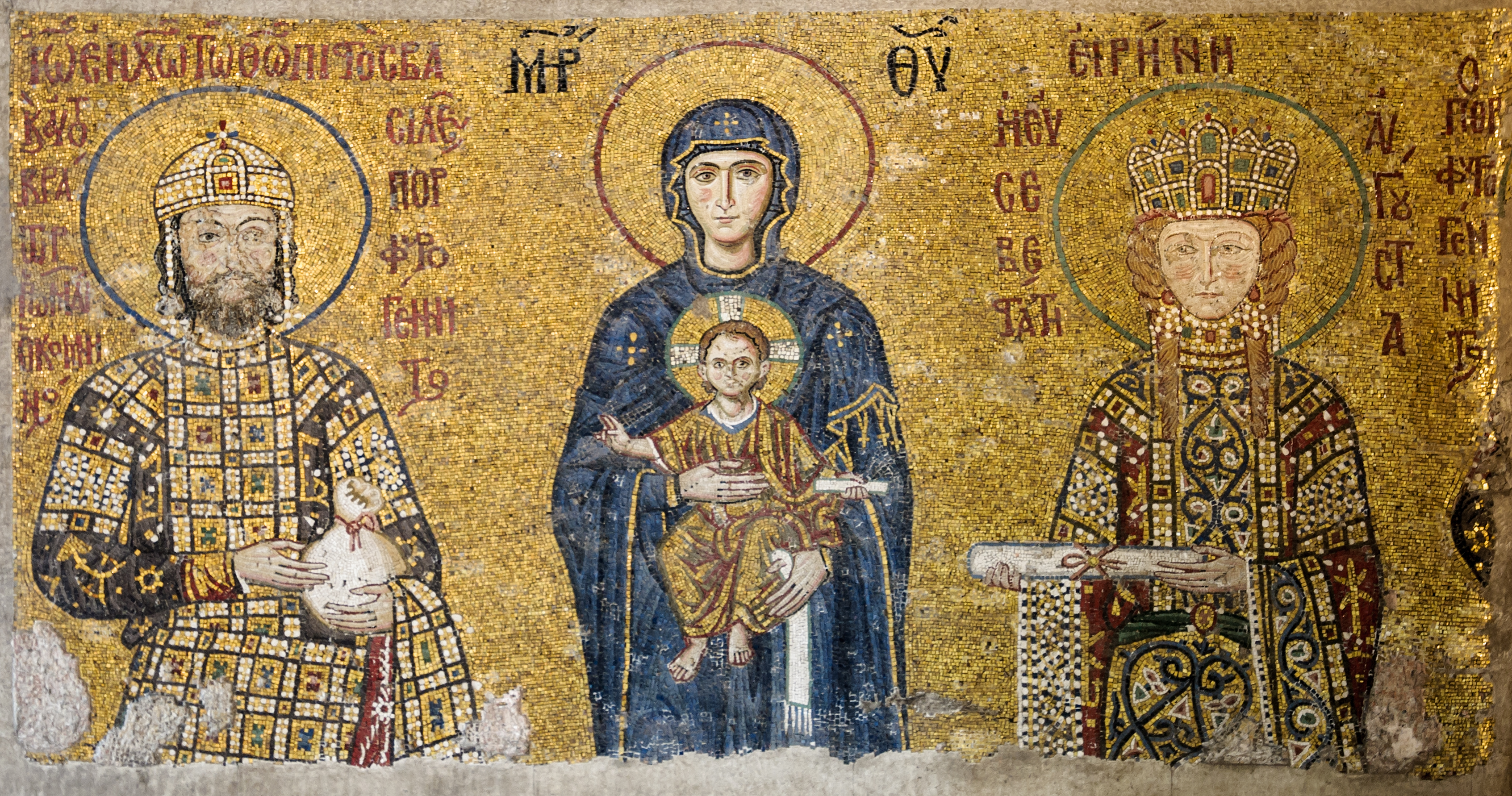
Mosaico bizantino em Santa Sofia, representando Maria e Jesus entre o imperador João II Comneno e a imperatriz Irene.

Arte bizantina refere-se à expressão artística do Império Bizantino. No entanto, deve-se lembrar que esta tendência artística, por meio de influência político-religiosa, expandiu-se para regiões fora das fronteiras imperiais. O seu estilo segue-se à arte antiga do Império Romano e a arte paleocristã.
Num sentido mais restrito, refere-se às belas artes (e arquitetura) no território do antigo estado bizantino. Num sentido mais amplo, inclui também a arte do mesmo estilo ou de estilo semelhante criada no círculo político e cultural bizantino, por exemplo, a arte no território da actual Sérvia, Bulgária, Ucrânia ou Rússia, ou de outros países predominantemente ortodoxos. Neste sentido, pode falar-se de estilo bizantino.
A arte secular bizantina na arquitetura era representada principalmente por palácios, monumentos, cisternas ou fortes, e nas belas-artes por numerosos objetos do quotidiano, como joias, livros ou pratos. Muito mais conhecida e historicamente mais significativa é a arte sacra bizantina, da qual sobreviveram até aos dias de hoje numerosos exemplares. Na arquitetura, são sobretudo igrejas e mosteiros cristãos, nas artes plásticas, ícones, afrescos, cruzes e diversas artes aplicadas.

## Periodização
Na literatura profissional, é possível encontrar diversas classificações diferentes de arte e arquitetura bizantina.
A Enciclopédia Beliana divide a arte e a arquitetura bizantinas em: "três grandes períodos: o período do início do reinado de Justiniano I, o Grande, até o fim da iconoclastia, o período dos imperadores macedônio e comneno e o período do renascimento paleólogo" .
Posteriormente, inclui os seguintes intervalos de tempo como períodos: 527–60, século IX (1º período); 867 a 1453 (2º período) e 1261 a 1453 (3º período ). Esses são períodos concebidos de forma bastante ampla, que incluem seções mais curtas que outros autores também definem separadamente (veja abaixo). Os dados de tempo finais para o segundo período (ou seja, macedônio e comneno) (1453) são fornecidos incorretamente ou não num sentido puramente cronológico e histórico-dinástico.
A Nova Enciclopédia Católica também distingue três períodos com base em eventos políticos: Bizantino Antigo (meados do século IV – meados do século VI), Bizantino Médio (século IX – 1204) e Bizantino Tardio (1261 – 1453).
A Encyklopedie Byzance checa reconhece de forma mais livre e menos sistemática (i.e., não a intervalos estritos) dentro da estrutura do desenvolvimento histórico o período cristão inicial (= arte romana oriental até ao reinado de Justiniano I), ao mesmo tempo que declara: "a história da arte bizantina está intimamente ligada à fundação de Constantinopla e à transferência do centro do império para o Oriente etc."), o reinado de Justiniano I. (século VI), que ele percebe como um ponto de viragem, as intervenções do movimento iconoclasta (século VIII—século IX), o período do reinado da dinastia macedónia (867—1057), arte no período comneno (1081—1185), arte no período da ocupação da arte de Constantinopla e Paleólogo.  Prefere, por isso, uma divisão cronológica mais flexível, sem definir os períodos de forma estrita e directa, como fazem alguns outros autores. Combina sistematicamente o período Justiniano e a iconoclastia; a arte macedónia e comnena; bem como o período de transição (no exílio) e o período paleólogo em três parágrafos comuns. Sob o título arquitetura bizantina, descreve posteriormente o desenvolvimento cronológico de forma ainda mais flexível e não define nem nomeia todos os períodos individuais.
A Encyklopédia archeológie divide a periodização da arte bizantina em quatro períodos: 1. o período inicial de Justiniano e dos seus sucessores, século V—VII; 2. o período da iconoclastia 726—843; 3. o período do segundo florescimento sob a dinastia da Macedónia, segunda metade do século IX—primeira metade do século XI; 4. o período Paleólogo século XIII—XV. Por outro lado, descreve a arte e a literatura bizantinas, de uma forma algo simplista, "estática, sem desenvolvimento"..
O dicionário americano The Oxford Dictionary of Byzantium (ed. A. Kazhdan) no artigo de Anthony Cutler sobre arte não define nem nomeia períodos individuais.

## História
O crescente problema nas fronteiras causado pelos bárbaros, além de problemas dentro de Roma, com o senado constantemente envolvendo-se em questões relacionadas ao reinado dos imperadores, fez com que os imperadores optassem por outras cidades para serem sedes do império. O imperador Constantino (r. 306–337) transferiu a capital do império para Bizâncio, antiga cidade renomeada mais tarde para Constantinopla. Neste local, reúnem-se toda uma série de fatores que impulsionam a ascensão da nova expressão artística.
Esta arte viveu o seu apogeu no século VI, durante o reinado do imperador Justiniano (r. 527–565), ao qual se sucede um período de crise denominado Iconoclastia e que consiste na destruição de qualquer imagem santa devido ao conflito político entre os imperadores e o clero. Após a crise iconoclasta, houve uma nova era de ouro da arte bizantina que se estendeu até o fim do império no século XV. No entanto, reminiscências desta arte permaneceram imbuídas dentro da religião ortodoxa e em regiões como a Rússia, que receberam grande influência da cultura bizantina.

## Influências
A localização de Constantinopla permitiu à arte bizantina a absorção de influências vindas de Roma, da Grécia e do Oriente, e a interligação de alguns destes diversos elementos culturais num momento de impulso à formação de um estilo repleto de técnica e cor. A arte bizantina está intimamente relacionada com a religião, obedecendo a um clero fortalecido que possui, além das suas funções naturais, as funções de organizar também as artes, e que consequentemente relega os artistas ao papel de meros executores. Também o imperador, assente num poder teocrático, possui poderes administrativos e espirituais. Sendo o representante de Deus na Terra, é convencionalmente representado com uma auréola sobre a cabeça e não é raro encontrar um mosaico onde esteja representado com a esposa ao lado da Virgem Maria e o Menino Jesus.

### Pintura

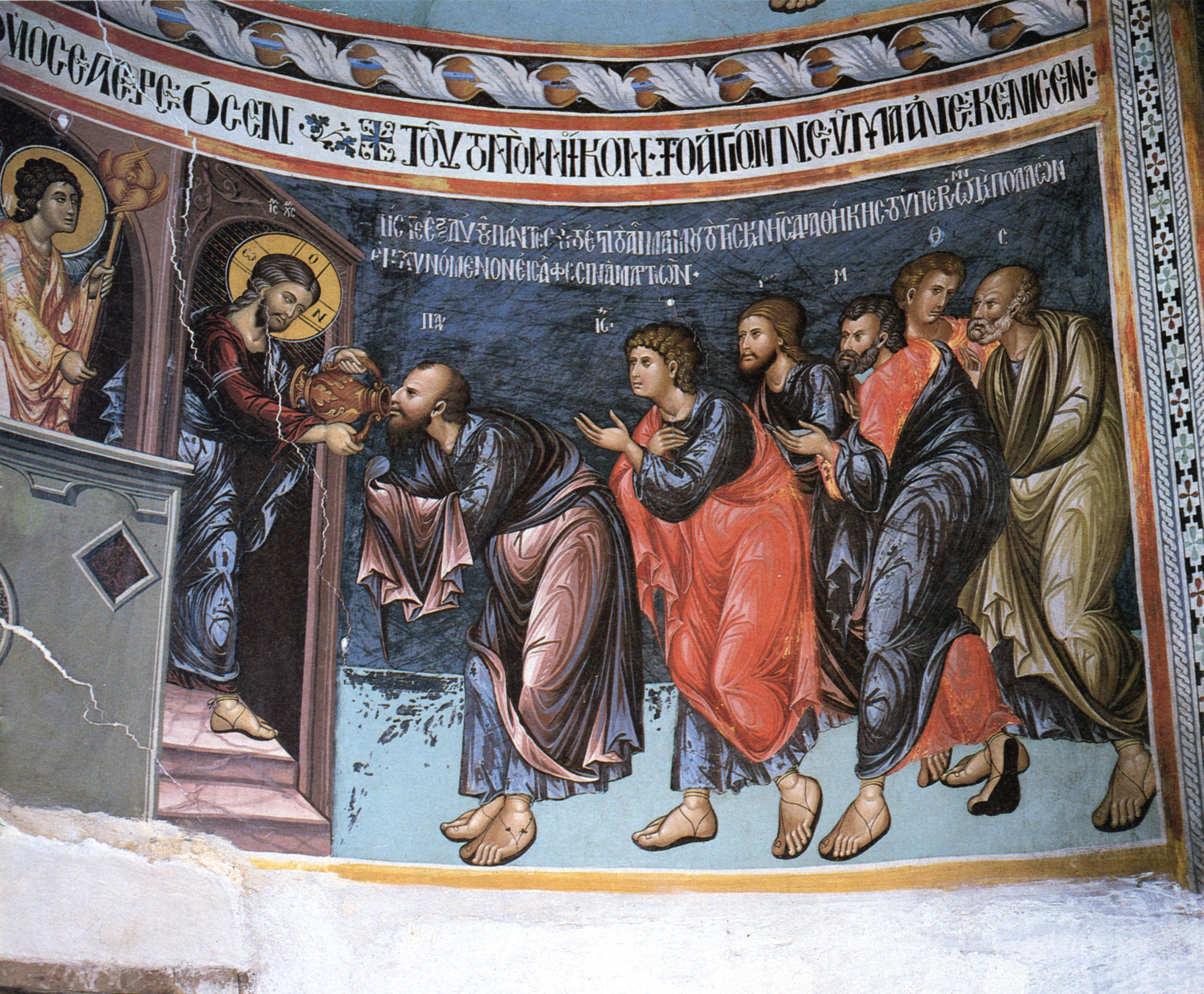
Afresco representando a comunhão dos apóstolos, Igreja de Podithou

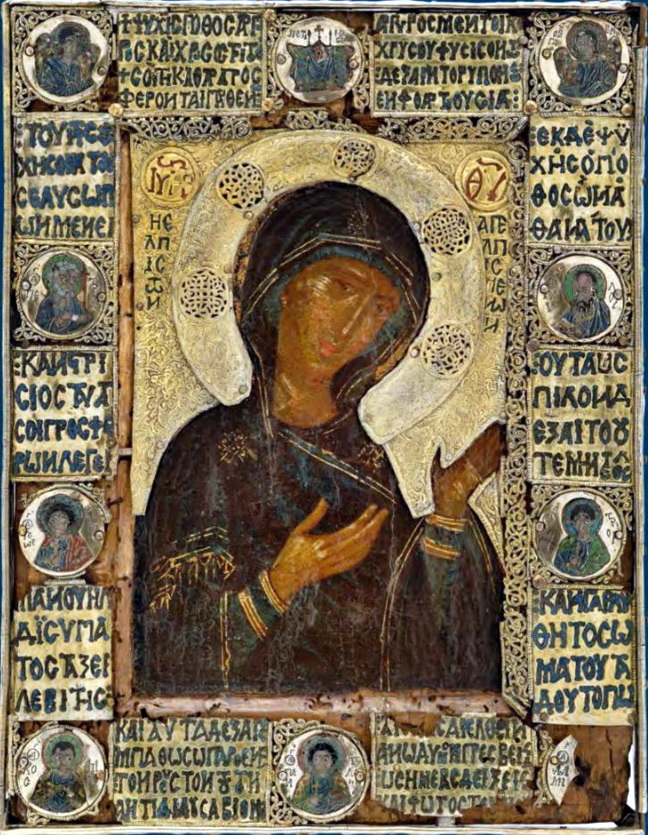
Ícone da Virgem, século XII

No século IV, o imperador Constantino reconheceu o culto livre aos cristãos do Império Romano. A arte cristã primitiva evoluiu então para a arte bizantina. Nos século VIII-IX, o mundo bizantino foi dilacerado pela questão da iconoclastia, uma controvérsia sobre o uso de pinturas ou entalhes na vida religiosa. Toda representação humana que fosse realista poderia ser considerada uma violação ao mandamento de não adorar imagens esculpidas. O imperador Leão III, o Isauro proibiu qualquer imagem em forma humana de Cristo, da Virgem, santos ou anjos. Como resultado, vários artistas bizantinos migraram para o Ocidente. Em 843, a lei foi revogada.
O mosaico é a expressão máxima da arte bizantina e, não destinando-se somente a decorar as paredes e abóbadas, serve também de fonte de instrução e guia espiritual aos fiéis, mostrando-lhes cenas da vida de Cristo, dos profetas, e dos vários imperadores. Plasticamente, o mosaico bizantino não se assemelha aos mosaicos romanos; são confeccionados com técnicas diferentes e seguem convenções que regem também os afrescos. Neles, por exemplo, as pessoas são representadas de frente e verticalizadas para criar certa espiritualidade; a perspectiva e o volume são ignorados, e o dourado é utilizado em abundância, pela sua associação a um dos maiores bens materiais, como o ouro.

### Arquitetura
A arquitetura teve um lugar de destaque, operando-se nela importantes inovações. Foi herdeira do arco, da abóbada e da cúpula, mas, também, do plano centrado, de forma quadrada ou em cruz grega, com cúpula central e absides laterais. A expressão artística do período influenciou também a arquitetura das igrejas. Elas eram planeadas sobre uma base circular, octogonal ou quadrada rematada por diversas cúpulas, criando-se edifícios de grandes dimensões, espaçosos e profusamente decorados.
A Catedral de Santa Sofia é um dos grandes triunfos da técnica bizantina. Projetada pelos arquitetos Antêmio de Trales e Isidoro de Mileto, ela possui uma cúpula de 31 metros apoiada em quatro arcos plenos. Esta técnica permite uma cúpula extremamente elevada a ponto de sugerir, por associação à abóbada celeste, sentimentos de universalidade e poder absoluto. Apresenta pinturas nas paredes, colunas com capitel ricamente decorado com mosaicos e chão de mármore polido.

### Escultura
Na escultura, o material mais utilizado era o marfim. Tinha como principais características a rigidez e a ausência de naturalidade nas representações.